# Pfarrkirche Eben im Pongau

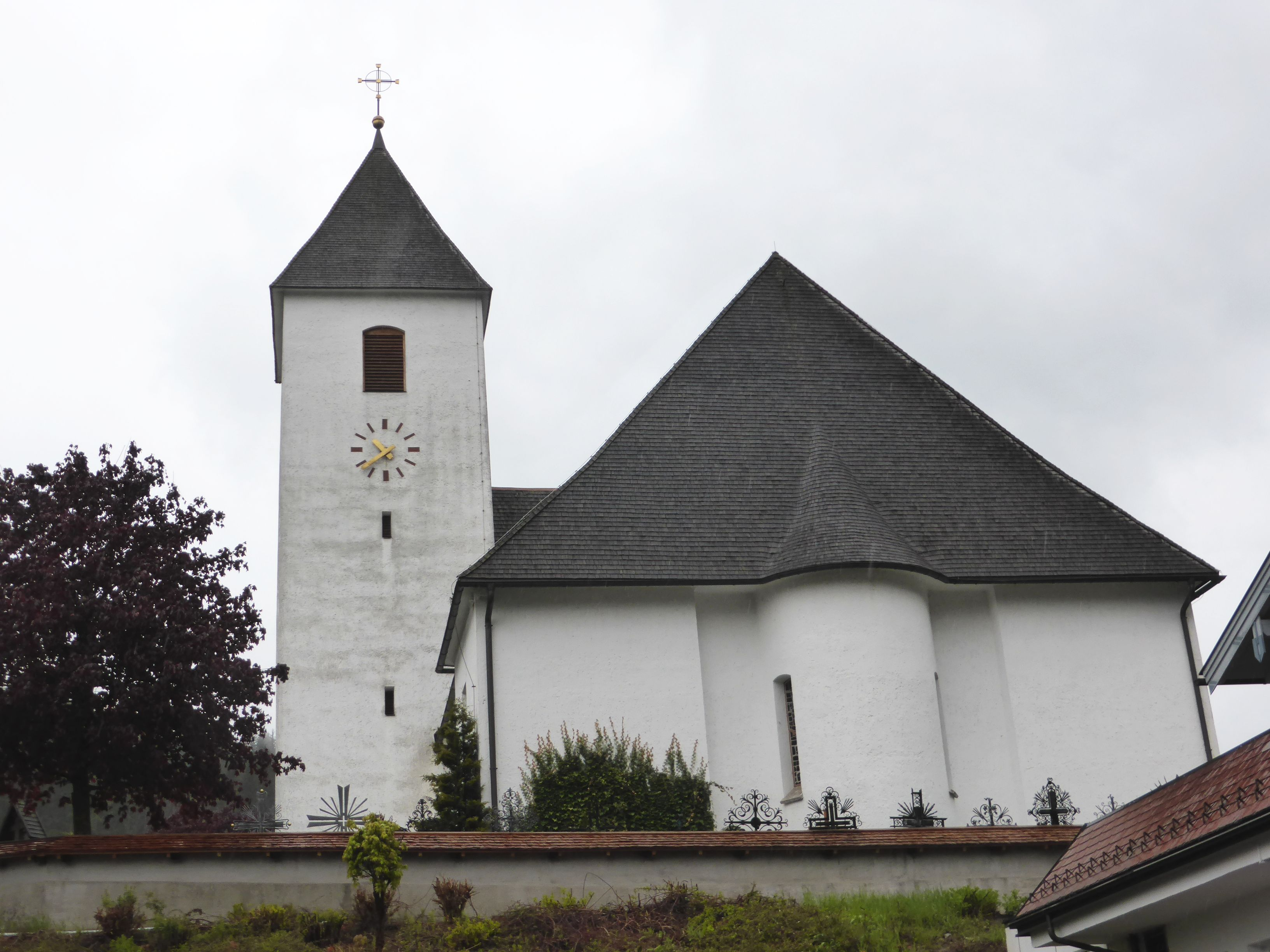
Katholische Pfarrkirche hl. Maria in Eben im Pongau

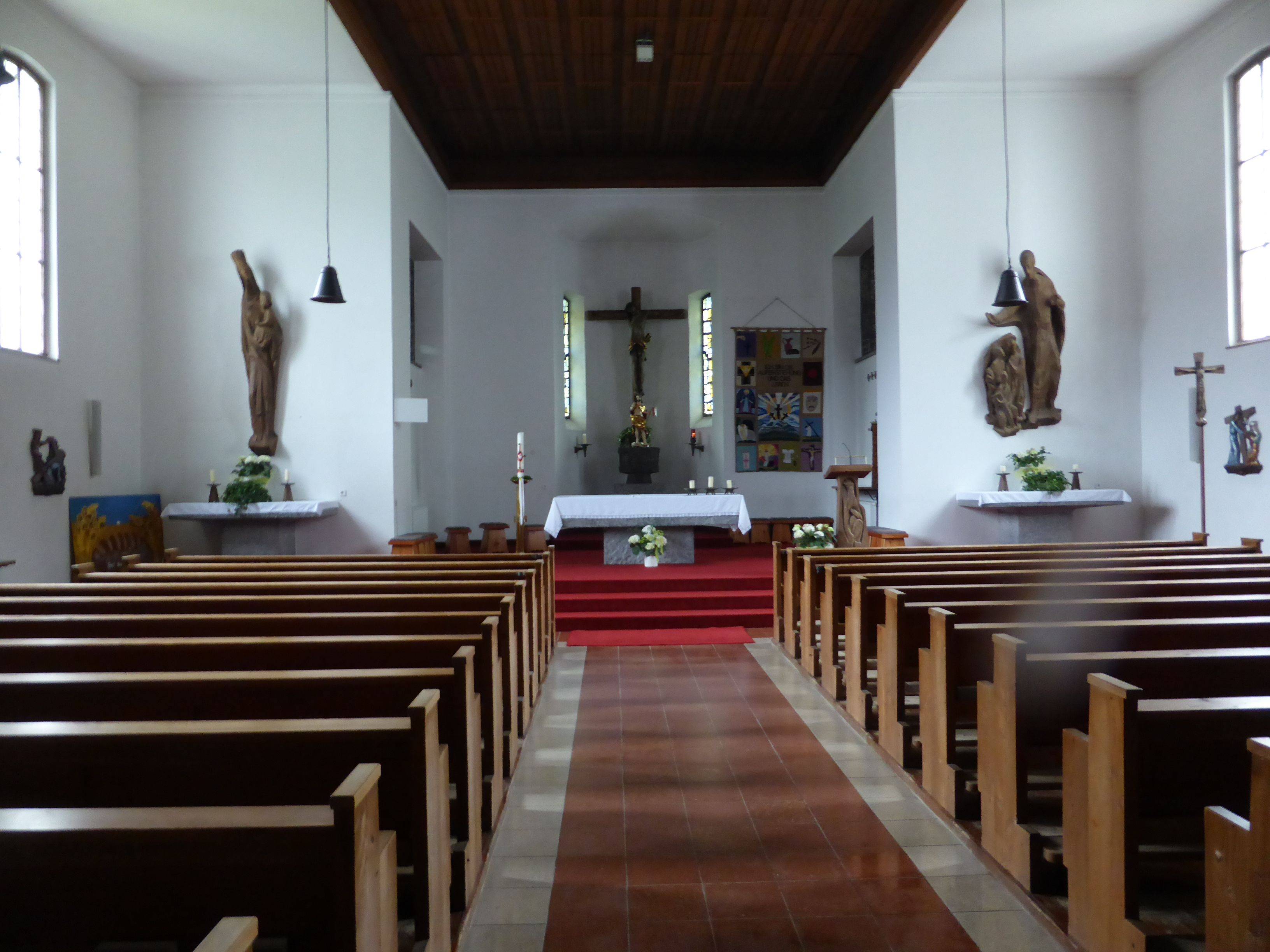
Im Langhaus zum Chor

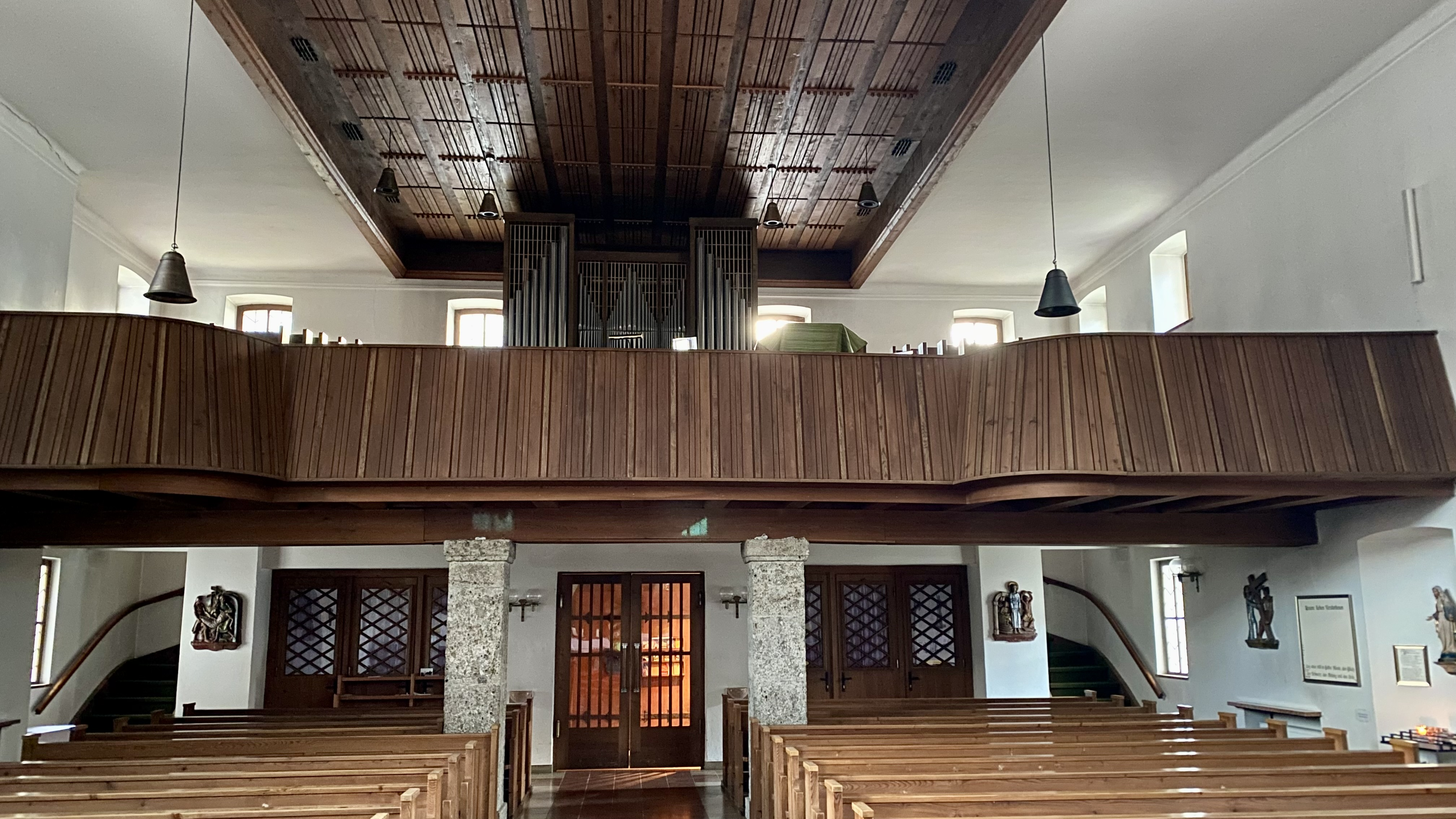
Westempore mit Orgel

Die Pfarrkirche Eben im Pongau steht etwas erhöht am westlichen Ortsrand in der Gemeinde Eben im Pongau im Bezirk St. Johann im Pongau im Land Salzburg. Die dem Patrozinium der Heiligen Maria unterstellte römisch-katholische Pfarrkirche gehört zum Dekanat Altenmarkt in der Erzdiözese Salzburg. Die Kirche steht unter Denkmalschutz (Listeneintrag).

## Geschichte
Die Kirche wurde von 1948 bis 1951 nach den Plänen des Architekten Viktor Winkler erbaut. Die Kirche wurde 1951 geweiht und 1954 zur Pfarrkirche erhoben.

## Architektur
Die Kirche ist von einem Friedhof umgeben. Der schlichte Außenbau trägt ein mit Holzschindeln gedecktes Satteldach. Das Eingangsportal ist westlich angeordnet. Nördlich am Langhaus besteht eine Kriegergedächtnisnische mit dem Wandbild hl. Michael gemalt von Karl Weiser (1959). Der südliche Turm hat Luken und trägt ein Zeltdach. Im Osten der Kirche sind die runde Apsis und Sakristeianbauten.
Der Saalraum hat eine Flachdecke mit einer im Mittelschiff bis in den Chor vertieften Holzdeckenverschalung. Rechts besteht ein Durchgang zur Turmhalle als Taufkapelle. Die mächtige Westempore auf Pfeilern hat zwei seitliche Aufgänge. Der um drei Stufen erhöhte Chor hat eine kleine Apsidennische mit Glasgemälden von Josef Staud, links und rechts des Chores sind Zugänge zu Sakristeien.

Die Totenkapelle in der Nordostecke des Friedhofs als Rundbau mit einem Kegeldach entstand in der Bauzeit der Kirche.

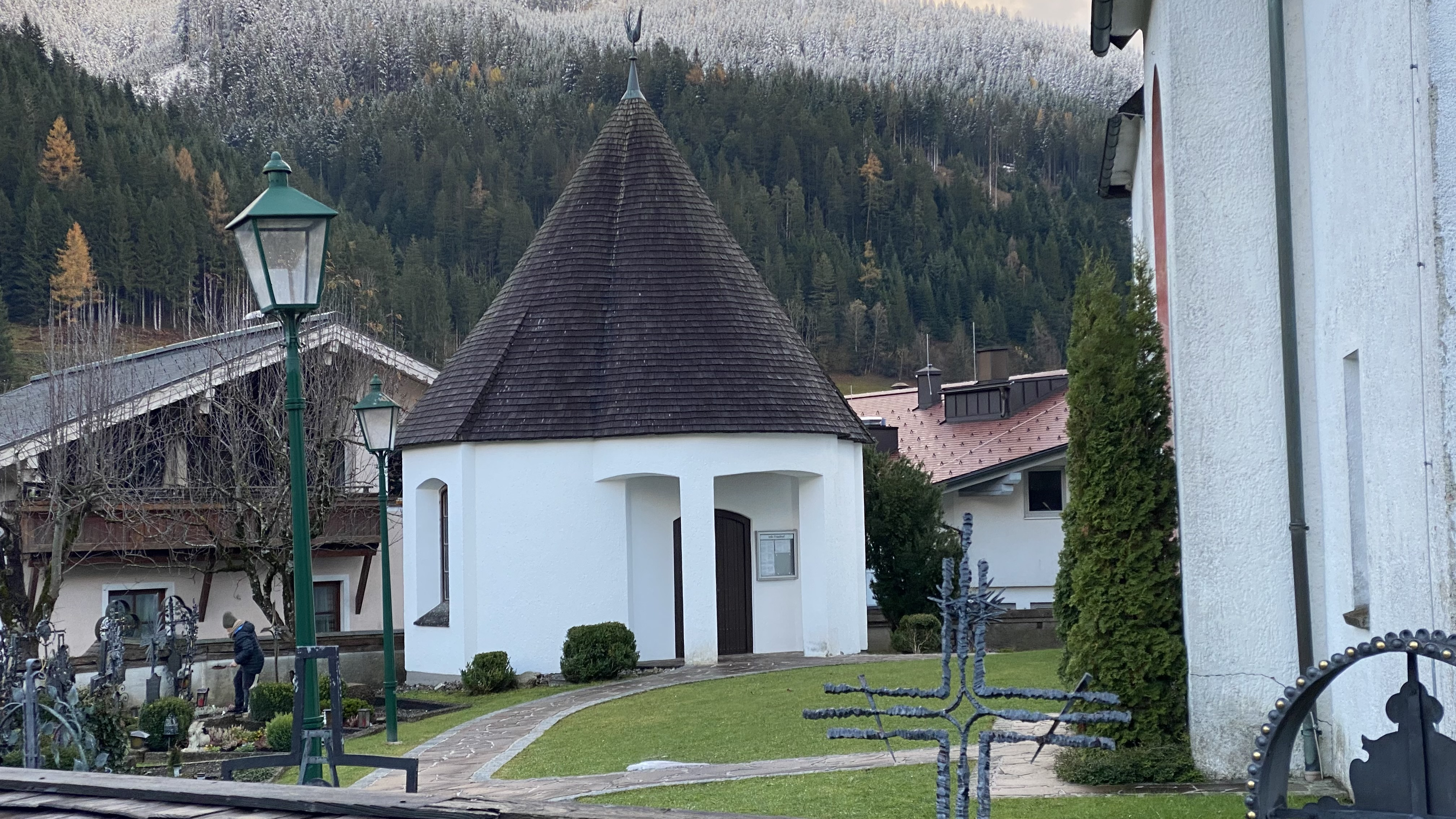
Die Kapelle

## Ausstattung
Die Einrichtung schuf Josef Staud um 1960. In der Apsis hängt ein Kruzifix um 1870, welcher aus der Pfarrkirche Salzburg-St. Andrä hierher übertragen wurde. Den Tabernakel im Chor und die Reliefs der Seitenaltäre schuf Josef Staud, links hl. Maria mit Kind, rechts hl. Joseph mit einem Figurenrelief der Berufsstände. Die Kreuzwegstationen als Tonreliefs schuf der Bildhauer Josef Kahls um 1960. Die Taufkapelle in der Turmhalle beinhaltet einen reliefierten Taufstein und Glasgemälde von Josef Staud.
Die Orgel baute Bruno Riedl (1977).